# Ruta 25 (Bolivia)

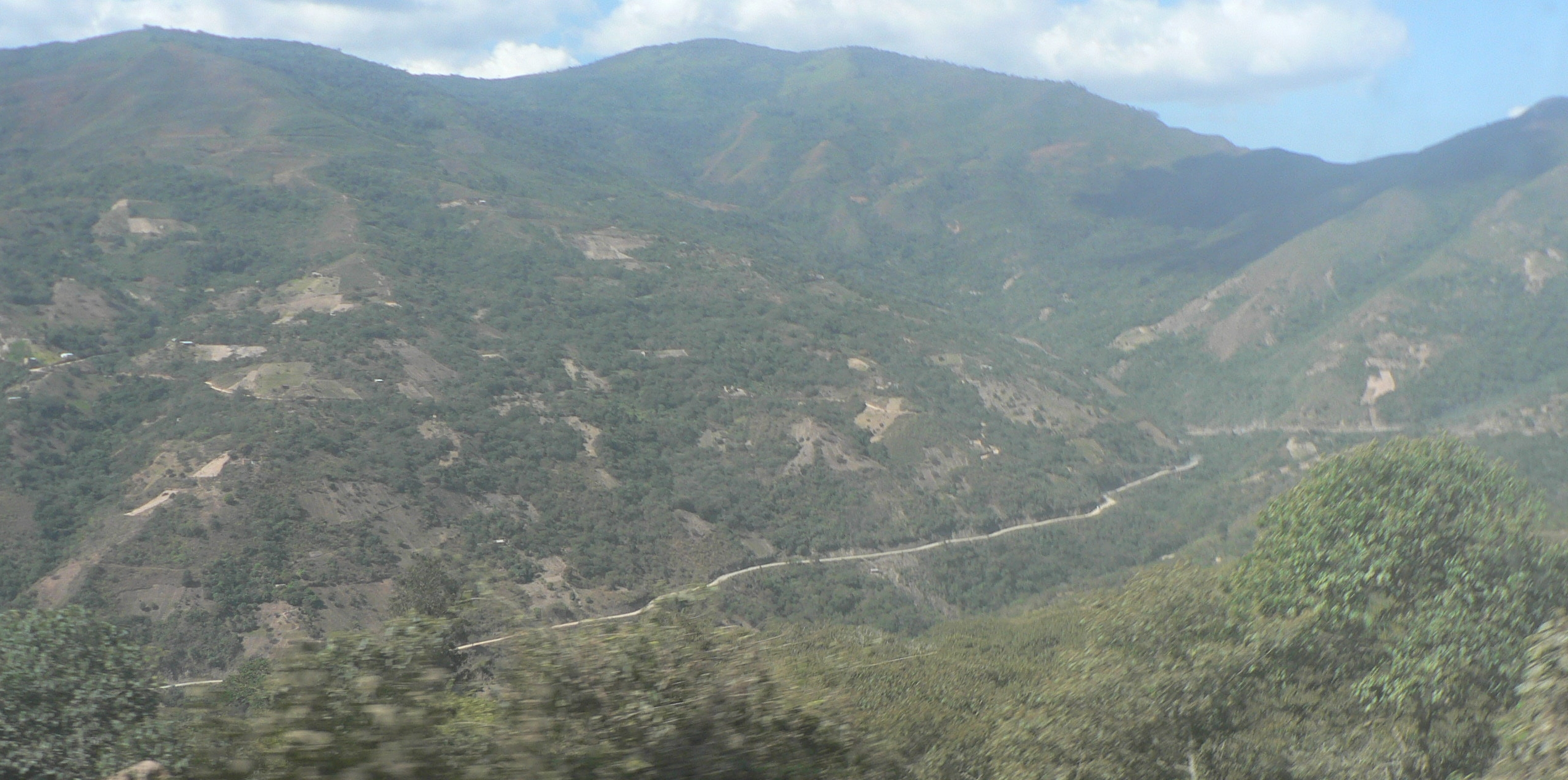
En la parte occidental de la Ruta Nacional 25 en Bolivia (entre Unduavi y Irupana)- Departamento La Paz.

La Ruta Nacional 25 (RN25 o F25) es una carretera boliviana con una longitud de 481 kilómetros ubicada en la parte oriental del departamento de La Paz y en la parte occidental del departamento de Cochabamba. 
La ruta comienza como un cruce de la Ruta 3 en la estación de control de Unduavi al noreste de La Paz. Luego conduce en dirección sureste sobre los pueblos Chulumani , Inquisivi y Morochata y desemboca en la meseta de Cochabamba en Vinto en la Ruta 4. 
Este camino fue incluido en la Red Vial Fundamental con la Ley 2817 del 27 de agosto de 2004.

## Ciudades

### Departamento de La Paz
- km 000: Unduavi
- km 044: Villa Puente
- km 046: Villa Aspiazu
- km 064: Huancané
- km 069: Chulumani
- km 082: Ocobaya
- km 097: Irupana
- km 115: La Plazuela
- km 129: Miguillas
- km 132: Lujmani
- km 138: Villa Khora
- km 143: Villa Barrientos
- km 145: Cañamina
- km 152: Circuata
- km 195: Licoma
- km 201: Charapaxi
- km 210: Inquisivi

### Departamento de Cochabamba
- km 313: Independencia (Ayopaya)
- km 422: Morochata
- km 481: Vinto

## Enlaces web
- Wikimedia Commons alberga una categoría multimedia sobre Ruta 25.
- Rutas y longitudes - Administradora Boliviana de Carreteras (2006)
- Red vial de Bolivia -  mapa general (PDF 1,9 MB)

- Datos: Q2177446
- Multimedia: Ruta 25 (Bolivia) / Q2177446